# 마티 재네티

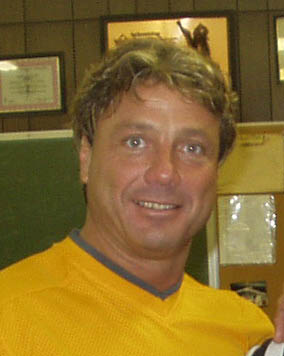
마티 재네티

마티 재네티(Marty Jannetty, 1960년 2월 3일 ~ )는 미국의 프로레슬링선수다. 키는 180cm 몸무게는 101kg이다. 본명은 프레더릭 마티 재네티(Frederick Marty Jannetty)다.